# 제2만덕터널
제2만덕터널(第二萬德터널)은 부산광역시 동래구 온천동과 북구 만덕동을 잇는 왕복4차선의 터널이다. 상하행선이 완벽하게 분리 되어 있어서 정면 충돌의 우려가 없다. 국도 제14호선의 일부이기도 하다.
1973년 개통한 제1만덕터널을 대체 및 보완하기 위해 1984년 7월 착공하여 1988년 4월 완공하였다.  제1만덕터널은 왕복 2차선으로 당시 극심한 정체를 빚고 있었고 제2만덕터널의 개통은 만덕-동래간 정체를 해소 하는 해결책이었다. 터널 축조는 대림산업의 민간투자로 이루어졌다. 총공사비는 437억 7천 8백만원이며 그중 부산직할시(당시)가 91억원, 대림산업이 346억 7천 8백만원을 부담했다.

## 규모
총 길이는 1740m이다. 세부 구성 요소는 다음과 같다.
- 만덕동에서 터널로 진입하는 길이 640m, 폭 32.7m ~ 42.6m의 8차선 도로
- 길이 1,740m, 폭 9.4m 쌍굴식 2차선 터널
- 터널에서 미남로터리로 가는 길이 704.48m, 폭 32.7m의 8차선 도로

## 연혁
- 1988년 6월 : 터널 개통
- 2005년 7월 1일 : 터널 무료화[2]

## 특징
북구와 동래구를 가장 빠르게 이어주는 길이기 때문에 출퇴근 시간에 교통 정체가 많다.  1988년 6월부터 2005년 6월 30일까지 통행료를 걷었으며, 무료화 직전 통행료는 소형차 400원, 대형차 500원이었다.
2004년 통행료 수입은 101억원이었으며 2005년 하루 통행량은 7만6000대였다.
만덕에서 동래 방향으로 갈 때, 터널 종점부터 내리막길이 있고 특히 터널 진입시 차선이 축소되므로(6차선-4차선) 이 구간을 운전할 경우 주의하여야 한다.
밑에는 부산지하철 3호선 만덕역~미남역 나란히 통과한다.

## 자동차 전용도로
- 자동차 전용도로로 지정되어 있어 자전거, 보행자 등의 통행이 금지되어 있다. 이륜자동차(모터사이클 혹은 오토바이)의 경우 긴급자동차(싸이카 및 소방용 모터사이클 등)에 한해 통행이 가능하며 그 밖의 이륜자동차, 초소형전기자동차는 통행을 금지하고 있다.